# Dieter Bogs
Dieter Bogs är en kanadensisk politiker. Sedan 2005 är han borgmästare i Trail, British Columbia.